# Milan Biševac
 (septembre 2012).
Si vous disposez d'ouvrages ou d'articles de référence ou si vous connaissez des sites web de qualité traitant du thème abordé ici, merci de compléter l'article en donnant les références utiles à sa vérifiabilité et en les liant à la section « Notes et références ».
Milan Biševac (en serbe en écriture cyrillique : Милан Бишевац, se prononce Milane Bichèvats), né le 31 août 1983 à Titova Mitrovica (auj. Mitrovica) en Yougoslavie (aujourd'hui au Kosovo), est un footballeur international serbe qui évolue au poste de défenseur central.
Depuis 2019, il est entraîneur-adjoint à la Renaissance Sportive Magny.

## Biographie

### Débuts en Serbie
Milan Biševac est passé par le FK BASK, le Sopot et le FK Železničar Belgrade mais c'est à l'Étoile rouge de Belgrade qu'il s'est révélé après le départ de Nemanja Vidic.
Rapidement il devient un élément important du club et s'impose comme titulaire. C'est là qu'il fait ses débuts sur la scène européenne en Ligue des champions puis en Coupe de l'UEFA. Après une victoire en Coupe nationale en 2004-2005, l'Étoile rouge de Belgrade remporte le championnat 2005-2006 et retrouve la Ligue des champions la saison suivante (éliminé en tour préliminaire contre l'AC Milan de Carlo Ancelotti, futur vainqueur de l'épreuve).
Le 16 août 2006, Milan Biševac connait sa première sélection avec la Serbie. Face à la République tchèque en match amical à Uherské Hradiště, son pays s'impose sur le score de 3 buts à 1.

### RC Lens (2007-2008)

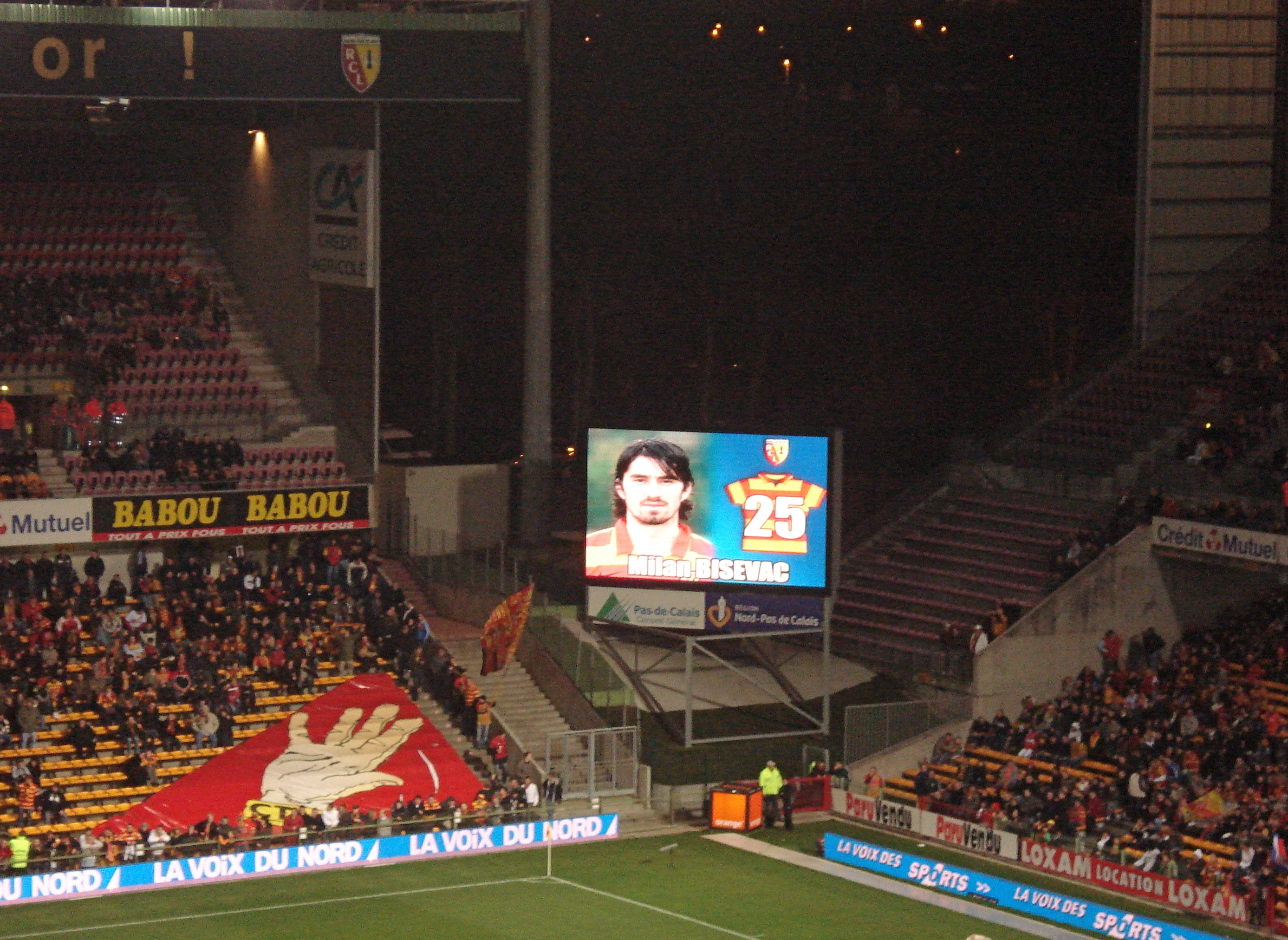
Milan Biševac, sur un écran de Bollaert en 2008.

Durant l'été 2006, Biševac s'engage pour quatre ans avec le RC Lens alors qu'il était suivi par le Milan AC. Cependant, à cause de problèmes familiaux, il reste à Belgrade et ne rejoint le club qu'en janvier 2007. Il y retrouve Nenad Kovacevic également transféré dans l'Artois. 
À son arrivée il n'est pas autorisé à disputer la Coupe de l'UEFA puisqu'il y a déjà disputé des matchs avec Belgrade en début de saison. Il retrouve cette compétition la saison suivante sous les ordres de Guy Roux puis Jean-Pierre Papin mais Lens est rapidement éliminé contre le FC Copenhague. Cette première saison complète avec Lens s'avère compliquée et s'achève par une relégation en Ligue 2 lors de la dernière journée du championnat.

### Valenciennes (2008-2011)

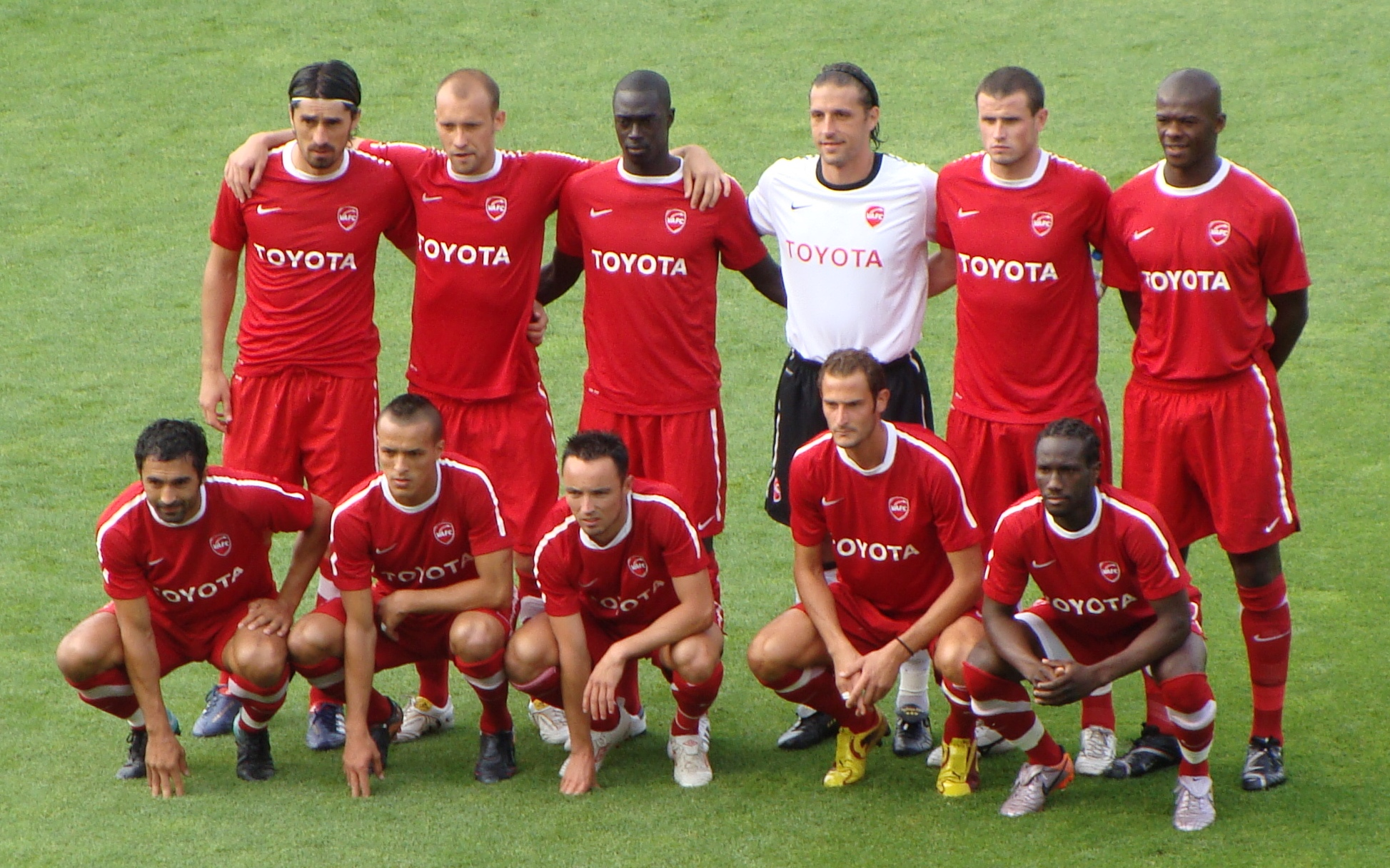
Milan Biševac, premier en haut à gauche lors de la saison 2010-2011.

À la suite de la relégation de Lens en Ligue 2, le jeudi 3 juillet 2008, il signe un contrat de quatre ans avec le club voisin du Valenciennes FC. Dans une équipe qui a perdu ses deux défenseurs centraux, Éric Chelle et Abdeslam Ouaddou, Biševac ne tarde pas à se faire une place dans le onze d’Antoine Kombouaré, aux côtés de Rafael Schmitz. Dès sa première saison à Valenciennes, il est le joueur le plus utilisé par l'entraîneur, avec 37 titularisations. Il devient le capitaine de Valenciennes durant la saison 2009-2010. 
Durant le mercato estival 2010, il attire les convoitises de certains clubs allemands (Schalke 04, Borussia Dortmund, VfB Stuttgart, Hambourg SV), portugais (Benfica Lisbonne), turcs (Galatasaray) ou russes (CSKA Moscou, Spartak Moscou, Zénith Saint-Pétersbourg), mais c'est le Paris Saint-Germain où est parti Antoine Kombouaré qui se montre le plus insistant. Aucun de ces clubs ne s'aligne sur les attentes de Valenciennes. Biševac reste finalement une saison de plus dans le Nord.
Pour le match amical Israël - Serbie, le 9 février 2011, Biševac est convoqué en sélection pour la première fois depuis plus de quatre ans. Titulaire au côté du défenseur central de Manchester United, Nemanja Vidić, et auteur d'une excellente prestation, il est de nouveau convoqué pour disputer les rencontres contre l'Irlande du Nord et l'Estonie - Serbie, qualificatives pour l'Euro 2012.

### Paris Saint-Germain (2011-2012)

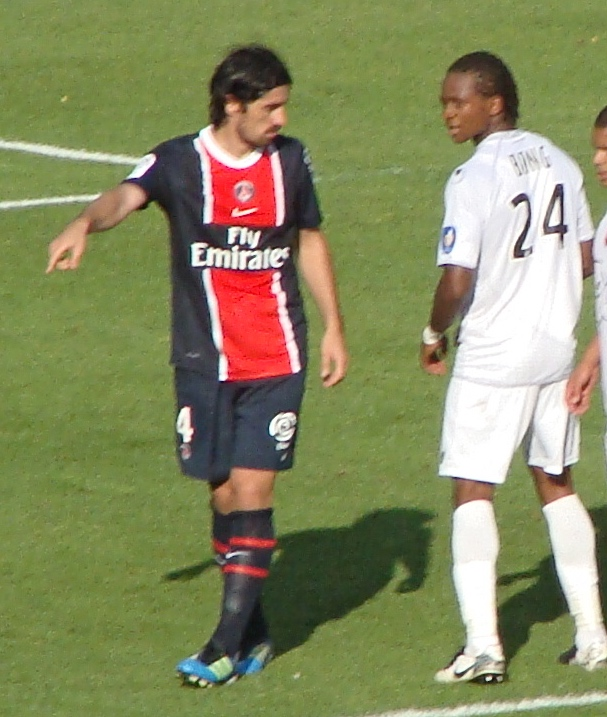
Milan Biševac face à Valenciennes en 2011.

Le 25 juillet 2011, il signe en faveur du Paris Saint-Germain pour trois saisons et une indemnité de 3,5 millions d'euros. La pression inhérente à ce club, d'autant plus présente depuis sa reprise par les Qatariens ne lui fait pas peur : « Moi j’ai connu cela à l’Étoile Rouge Belgrade, où les supporteurs pouvaient entrer dans les vestiaires pour nous demander de gagner. Je n’ai pas peur de la pression. Je préfère même qu’il y en ait, je suis plus concentré et je fais de meilleures performances »,. Après le remplacement d'Antoine Kombouaré par Carlo Ancelotti, Biševac est replacé au poste d'arrière-droit. À la suite de ce repositionnement, il inscrit un but et délivre une passe décisive et remporte ainsi le Trophée du joueur du mois UNFP en janvier 2012.

### Olympique lyonnais (2012-2016)
Le guerrier (son surnom acquis par sa réputation de combattant sur le terrain) s'engage à l'Olympique lyonnais le 16 août 2012 pour un contrat de quatre ans en échange de 2,75 millions d'euros versés par l'OL au PSG. À la suite du départ de Dejan Lovren pour le club de Southampton, il prend à l'été 2013 le numéro 5 qui confirme sa future place de cadre de l'équipe pour la saison 2013-2014.
Il est atteint d'une rupture du ligament croisé antérieur de son genou droit le 1er février 2015 lors d'un match de championnat de son équipe en déplacement sur le terrain de l'AS Monaco. Cette blessure met fin à sa saison. Après une première moitié de saison en demi-teinte (8 matchs disputés), gêné par une blessure survenue contre Reims (9e journée) puis écarté à la suite de sa prestation face à Montpellier (15e journée, défaite 2-4), il choisit de changer d'air.

### Lazio Rome (2016)
Il résilie son contrat pour prendre la direction de la Lazio Rome le 6 janvier 2016. Après 15 matchs et 1 but toutes compétitions confondues, il résilie le contrat qui le lie aux Romains.

### FC Metz (2016-2018)
Le 24 août 2016, alors que déjà deux journées de championnat ont été disputées, Biševac revient en France et signe pour deux ans chez le promu du FC Metz. Le 22 décembre 2016 il est suspendu pendant six matchs à la suite d'un mauvais geste sur Ivan Santini.

### Exil au Luxembourg (2018-2019)
En fin de contrat avec Metz, il rejoint le club luxembourgeois de Dudelange le 30 juillet 2018. Il ne dispute que six petits matchs avec Dudelange, dont trois de Coupe d'Europe, avant de quitter le club à l'issue de la saison. Il rejoint alors le Swift Hesperange, en deuxième division luxembourgeoise, pour la saison 2019-2020.

### Entraîneur
En décembre 2019, Milan Biševac devient l'entraîneur adjoint de Cédric Léonard à la RS Magny.
En 2022, le magazine So Foot le classe dans le top 1000 des meilleurs joueurs du championnat de France, à la 896e place.

## Statistiques
| Saison                | Club                           | Championnat           | Championnat | Championnat | Coupe nationale | Coupe nationale | Coupe de la Ligue | Coupe de la Ligue | Compétition(s) continentale(s) | Compétition(s) continentale(s) | Compétition(s) continentale(s) | Serbie | Serbie | Total | Total |
| Saison                | Club                           | Division              | M.          | B.          | M.              | B.              | M.                | B.                | Comp.                          | M.                             | B.                             | M.     | B.     | M.    | B.    |
| 2001-2002             | BASK Belgrade                  | Srpska Liga           | 24          | 1           | -               | -               | -                 | -                 | -                              | -                              | -                              | -      | -      | 24    | 1     |
| 2002-2003             | BASK Belgrade                  | Srpska Liga           | 28          | 4           | -               | -               | -                 | -                 | -                              | -                              | -                              | -      | -      | 28    | 4     |
| Sous-total            | Sous-total                     | Sous-total            | 52          | 5           | -               | -               | -                 | -                 | -                              | -                              | -                              | -      | -      | 52    | 5     |
| 2003-2004             | Bežanija Novi Belgrade         | Prva Liga             | 15          | 1           | -               | -               | -                 | -                 | -                              | -                              | -                              | -      | -      | 15    | 1     |
| 2003-2004             | Železnik Belgrade              | First League          | 15          | 1           | -               | -               | -                 | -                 | -                              | -                              | -                              | -      | -      | 15    | 1     |
| 2004-2005             | Étoile rouge de Belgrade       | First League          | 24          | 1           | -               | -               | -                 | -                 | C1+C3                          | 4+1                            | 0+0                            | -      | -      | 29    | 1     |
| 2005-2006             | Étoile rouge de Belgrade       | First League          | 21          | 0           | -               | -               | -                 | -                 | C3                             | 6                              | 0                              | -      | -      | 27    | 0     |
| 2006-2007             | Étoile rouge de Belgrade       | SuperLiga             | 14          | 2           | -               | -               | -                 | -                 | C1+C3                          | 4+2                            | 0+0                            | 2      | 0      | 22    | 2     |
| Sous-total            | Sous-total                     | Sous-total            | 59          | 3           | -               | -               | -                 | -                 | -                              | 17                             | 0                              | 2      | 0      | 78    | 3     |
| 2006-2007             | RC Lens                        | Ligue 1               | 9           | 0           | 2               | 0               | -                 | -                 | -                              | -                              | -                              | -      | -      | 11    | 0     |
| 2007-2008             | RC Lens                        | Ligue 1               | 26          | 1           | -               | -               | 3                 | 0                 | C3                             | 4                              | 0                              | 1      | 0      | 34    | 1     |
| Sous-total            | Sous-total                     | Sous-total            | 35          | 1           | 2               | 0               | 3                 | 0                 | -                              | 4                              | 0                              | 1      | 0      | 45    | 1     |
| 2008-2009             | Valenciennes FC                | Ligue 1               | 37          | 0           | 1               | 0               | -                 | -                 | -                              | -                              | -                              | -      | -      | 38    | 0     |
| 2009-2010             | Valenciennes FC                | Ligue 1               | 31          | 2           | 1               | 0               | -                 | -                 | -                              | -                              | -                              | -      | -      | 32    | 2     |
| 2010-2011             | Valenciennes FC                | Ligue 1               | 32          | 2           | -               | -               | 1                 | 0                 | -                              | -                              | -                              | 5      | 0      | 38    | 2     |
| Sous-total            | Sous-total                     | Sous-total            | 100         | 4           | 2               | 0               | 1                 | 0                 | -                              | -                              | -                              | 5      | 0      | 108   | 4     |
| 2011-2012             | Paris Saint-Germain            | Ligue 1               | 19          | 1           | 3               | 0               | -                 | -                 | C3                             | 3                              | 0                              | 1      | 0      | 26    | 1     |
| Sous-total            | Sous-total                     | Sous-total            | 19          | 1           | 3               | 0               | -                 | -                 | -                              | 3                              | 0                              | 1      | 0      | 26    | 1     |
| 2012-2013             | Olympique lyonnais             | Ligue 1               | 30          | 0           | 1               | 0               | 1                 | 0                 | C3                             | 4                              | 0                              | 6      | 0      | 42    | 0     |
| 2013-2014             | Olympique lyonnais             | Ligue 1               | 27          | 0           | 2               | 0               | 3                 | 0                 | C1+C3                          | 3+7                            | 1+0                            | 3      | 0      | 45    | 1     |
| 2014-2015             | Olympique lyonnais             | Ligue 1               | 13          | 0           | 1               | 0               | -                 | -                 | C3                             | 1                              | 0                              | 1      | 0      | 16    | 0     |
| 2015-2016             | Olympique lyonnais             | Ligue 1               | 6           | 0           | -               | -               | -                 | -                 | C1                             | 2                              | 0                              | -      | -      | 8     | 0     |
| Sous-total            | Sous-total                     | Sous-total            | 76          | 0           | 4               | 0               | 4                 | 0                 | -                              | 17                             | 1                              | 10     | 0      | 111   | 1     |
| 2015-2016             | Lazio Rome                     | Serie A               | 11          | 1           | 1               | 0               | -                 | -                 | C3                             | 3                              | 0                              | -      | -      | 15    | 1     |
| Sous-total            | Sous-total                     | Sous-total            | 11          | 1           | 1               | 0               | -                 | -                 | -                              | 3                              | 0                              | -      | -      | 15    | 1     |
| 2016-2017             | FC Metz                        | Ligue 1               | 21          | 0           | -               | -               | -                 | -                 | -                              | -                              | -                              | -      | -      | 21    | 0     |
| 2017-2018             | FC Metz                        | Ligue 1               | 10          | 0           | -               | -               | -                 | -                 | -                              | -                              | -                              | -      | -      | 10    | 0     |
| Sous-total            | Sous-total                     | Sous-total            | 31          | 0           | -               | -               | -                 | -                 | -                              | -                              | -                              | -      | -      | 31    | 0     |
| 2018-2019             | F91 Dudelange                  | BGL League            | 3           | 1           | -               | -               | -                 | -                 | C3                             | 3                              | 0                              | -      | -      | 6     | 1     |
| Sous-total            | Sous-total                     | Sous-total            | 3           | 1           | -               | -               | -                 | -                 | -                              | 3                              | 0                              | -      | -      | 6     | 1     |
| 2019-2020             | Football Club Swift Hesperange | PH                    | -           | -           | -               | -               | -                 | -                 | -                              | -                              | -                              | -      | -      | 0     | 0     |
| Sous-total            | Sous-total                     | Sous-total            | -           | -           | -               | -               | -                 | -                 | -                              | -                              | -                              | -      | -      | 0     | 0     |
| Total sur la carrière | Total sur la carrière          | Total sur la carrière | 416         | 18          | 12              | 0               | 8                 | 0                 | -                              | 47                             | 1                              | 19     | 0      | 502   | 19    |

## Palmarès et récompenses

### Palmarès en club
Étoile Rouge de Belgrade
- Coupe de Serbie-et-Monténégro (1) :
  - Vainqueur : 2005-06.

- Championnat de Serbie-et-Monténégro (1) :
  - Champion : 2005-06.

 RC Lens
- Coupe de la Ligue :
  - Finaliste : 2007-08.

 Paris SG
- Championnat de France de football
  - Vice-champion : 2011-12

 OL
- Championnat de France de football
  - Vice-champion : 2014-15

### Récompenses individuelles
Paris SG
- Trophée du joueur du mois UNFP
  - Janvier 2012

### En équipe nationale
Serbie
- Finaliste du Championnat d'Europe de football Espoirs 2004 (3e en 2006)
- Participation aux Jeux olympiques d'été de 2004 (2 matchs)